# Togiola Tulafono
Togiola Talalelei A. Tulafono (Aunuu Island (Amerikaans-Samoa), 28 februari 1947) is een politicus uit Amerikaans-Samoa. Tussen 2003 en 2013 was hij de 42e gouverneur van dit Amerikaanse territorium. Hij is lid van de Democratische Partij. Voorafgaand aan zijn gouverneurschap was hij luitenant-gouverneur.

## Biografie

### Jonge jaren
Togiola T.A. Tulafono werd geboren op het eiland Aanuu. Hij ging in Autu’u naar de basisschool en middelbare school. Daarna ging hij studeren aan het Chadron State College in de Verenigde Staten, waar hij in 1970 een bachelor haalde in zowel politicologie als sociologie. In 1975 haalde hij een doctor of laws aan de Washburn-Universiteit.
Gedurende 25 jaar was Tulafono diaken voor de Congregational Christian Church in Sa’ilele.

### Carrière
Na zijn studies werkte Tulafono als assistant bij een Amerikaans-Samoaans Attorney General’s kantoor. Hij werkte tevens twee jaar lang als particulier advocaat en vicepresident voor South Pacific Airlines.
In 1978 werd Tulafono rechter bij een districtskantoor. In 1980 kwam hij in de Amerikaans-Samoaanse senaat. In 1989 werd hij herkozen voor een positie in de senaat.
In 1997 was Tulafono voorzitter van het committee voor de South Pacific Mini Games.

### Gouverneur
Tulafono werd op 3 januari 1997 geïnaugureerd als luitenant-gouverneur van Amerikaans-Samoa, onder gouverneur Tauese Sunia. Tulafono behield deze positie tot aan Sunia’s plotselinge dood als gevolg van een hartaanval in maart 2003. Na Sunia’s dood werd Tulafono waarnemend gouverneur, tot hij op 7 april 2003 officieel werd geïnaugureerd als gouverneur van Amerikaans-Samoa.
Bij de eerste ronde van de verkiezingen in november 2004 kreeg Tulafono 48,4% van de stemmen. In de tweede ronde versloeg hij zijn rivaal Afoa Moega Lutu, die het in 2000 reeds tegen hem had opgenomen in de verkiezingen voor luitenant-gouverneur, met 56% van de stemmen tegen 44% voor Lutu. In 2008 werd hij herkozen.
Bij de verkiezingen van november 2012 mocht Tulafono zich na twee volledige termijnen niet opnieuw herkiesbaar stellen als gouverneur. Hij werd op 3 januari 2013 opgevolgd door Lolo Matalasi Moliga.

### Privé
Tulafono is getrouwd met Mary Ann Tulafono. Samen hebben ze twee dochters.